# Lilla Ormtjärnen (Karlskoga socken, Värmland)
Lilla Ormtjärnen är en sjö i Karlskoga kommun i Värmland och ingår i Göta älvs huvudavrinningsområde. Sjön är 11 meter djup, har en yta på 0,013 kvadratkilometer och är belägen 253 meter över havet.